# امشب منو ببر خونه (فیلم)
امشب منو ببر خونه (به انگلیسی: Take Me Home Tonight) فیلمی کمدی رمانتیک به کارگردانی مایکل داوس است که در سال ۲۰۱۱ اکران شد. توفر گریس و آنا فاریس از بازیگران اصلی فیلم هستند. فیلم‌نامه این فیلم توسط جکی و جف فیلگو، نویسندگان سابق سریال کمدی نمایش دهه ۷۰، نوشته شده‌است.
فیلم‌برداری امشب منو ببر خونه در ۱۹ فوریه ۲۰۰۷ در ایالت آریزونا آغاز شد. عنوان فیلم برگرفته از آهنگی به همین نام اثر ادی مانی است.
در دسامبر ۲۰۱۱ رلتیویتی مدیا تریلر فیلم را منتشر کرد و در ۴ مارس ۲۰۱۱ در سینماها اکران شد. نسخه دی‌وی‌دی فیلم نیز در ۱۹ ژوئیه ۲۰۱۱ منتشر شد.

## داستان
داستان فیلم درباره چهار دوست است که از نوجوانی یکدیگر را می‌شناختند. وقتی آن‌ها همدیگر را در یک جشن ملاقات می‌کنند، تصمیم می‌گیرند برای یک شب خاطرات پرشور و خوش دوران نوجوانی را یک‌بار دیگر تکرار کنند.

## بازیگران
- توفر گریس
- آنا فاریس
- دن فوگلر
- ترزا پالمر
- کریس پرت
- مایکل بین
- لوسی پانچ
- دیمیتری مارتین
- سث گیبل
- ناتالی کلی
- رابرت هافمن
- ادوین هاج